# Acción Republicana
De Acción Republicana (Nederlands: Republikeinse Actie) was een Spaanse politieke partij.
De Acción Republicana werd in 1925 onder de naam Acción Política (Politieke Actie) opgericht door onder anderen Manuel Azaña en José Giral Pereira. De Acción Política was een illegale partij, omdat de dictator, generaal Miguel Primo de Rivera, alle partijen had verboden. In 1930 werd de Acción Política gelegaliseerd en omgedoopt in de Acción Republicana (AR). Het partijprogramma was republikeins, liberaal en antiklerikaal. De AR richtte zich op de middenklasse: de leraren, dokters, journalisten, middenstanders etc. Voor het proletariaat en de kleine landbouwers had de partij weinig tot niets te bieden.
In april 1931 werd Spanje een republiek en bij de verkiezingen van 28 juni 1931 behaalde de AR 27 zetels. Desondanks werd Azaña gevraagd om een coalitiekabinet te vormen waarvan naast de AR, ook de grootste partij, de sociaaldemocratische PSOE en andere partijen deel van uitmaakten. Deze coalitie hield tot 1933 stand en er werden belangrijke hervormingen doorgevoerd, zoals een landverdeling en de inkrimping van het leger. In september 1933 kwam de regering ten val en bij de verkiezingen van november 1933 kwam centrumrechts als de winnaar uit de bus en leed de AR een grote nederlaag.
De AR fuseerde in 1934 met de Republikeinse Radicale Socialistische Partij, de Organización Republicana Gallega Autónoma (Galicische autonomisten) en de Esquerra Republicana de Catalunya (Catalaanse nationalisten) tot de Izquierda Republicana (Linkse Republikeinen).